# Tony Hung
Tony Hung Wing-sing (traditionell kinesiska: 洪永城), född 6 december 1983, är en skådespelare och tv-värd i Hongkong som för närvarande har kontrakt med TVB. Innan han började på TVB var han programledare för Now TV.